# (2651) Karen
(2651) Karen est un astéroïde de la ceinture principale.

## Description
(2651) Karen est un astéroïde de la ceinture principale. Il fut découvert le 28 août 1949 à Johannesburg par Ernest Leonard Johnson. Il présente une orbite caractérisée par un demi-grand axe de 2,98 UA, une excentricité de 0,33 et une inclinaison de 17,8° par rapport à l'écliptique.

## Compléments